# Triplisomeris ernae
Triplisomeris ernae là một loài thực vật có hoa trong họ Đậu. Loài này được (Dinkl.) Aubrév. & Pellegr. miêu tả khoa học đầu tiên năm 1958.